# Jordi Codina
Jordi Codina, född 27 april 1982 i Barcelona, är en spansk före detta fotbollsmålvakt.
Han spelade som ung i CF Damm 1998–2000 och därefter i RCD Espanyol, Real Madrid C och från 2002 i Real Madrids B-lag, innan han sommaren 2007 skrev på ett kontrakt med Real Madrids A-lag. Under sommaren 2009 flyttade han till Getafe, där han spelade till sommaren 2015. Därefter spelade han för cypriotiska APOEL, och från januari till juni 2016 genom lån för Pafos, innan han sommaren 2016 gick till Reus. I juli 2017 började han i Fuenlabrada och från september 2018 till januari 2019 var han målvakt i Móstoles, innan han avslutade målvaktskarriären.

## Meriter
- La Liga-vinnare med Real Madrid säsongen 2007/2008
- Tvåa i Supercopa de España med Real Madrid 2007